# Artabotrys tetramerus
Artabotrys tetramerus este o specie de plante angiosperme din genul Artabotrys, familia Annonaceae, descrisă de Nguyên Tiên Bân. Conform Catalogue of Life specia Artabotrys tetramerus nu are subspecii cunoscute.